# Corona checoslovaca
La corona checoslovaca (en checo y eslovaco: koruna československá) fue la moneda de curso legal de Checoslovaquia desde el 10 de abril de 1919 al 14 de marzo de 1939, y de nuevo desde el 1 de noviembre de 1945 al 7 de febrero de 1993. Durante un corto período en 1939 y en 1993, también fue la moneda de curso legal de las separadas República Checa y Eslovaquia.
El 8 de febrero de 1993 fue sustituida por la corona checa y por la corona eslovaca a la par en los respectivos países. Su código ISO 4217 era CSK, y su abreviatura Kčs. Estaba dividida en 100 hellers o halierov (en checo y eslovaco haléřů, sing. haléř). Su abreviatura era h.

## Historia

### Primera corona, 1892-1939
El 11 de septiembre de 1892 se introdujo la corona austrohúngara, siendo la primera moneda de la Edad Moderna con un patrón de base en oro. Tras la aparición de Checoslovaquia en 1918, surgió la necesidad de crear un nuevo sistema monetario que se distinguiera de los demás países que estaban sumidos en una gran inflación. El 10 de abril de 1919 tuvo lugar una reforma monetaria, en la que una nueva corona equivalía a una corona austrohúngara. Ese mismo año empezaron a circular los nuevos billetes, y en 1922 las monedas.
La primera corona circuló hasta 1939, cuando las monedas de Bohemia y Moravia y Eslovaquia se introdujeron con una tasa de cambio fijada a la par con la corona checoslovaca. Estas monedas eran la corona de Bohemia y Moravia y la corona eslovaca.

#### Monedas
En 1921 se acuñaron monedas de 20 y 50 hellers, seguidas de las denominaciones de 10 hellers y 1 corona en 1922, 2 y 5 hellers en 1923, 5 coronas en 1925, 10 coronas en 1930, y 25 hellers y 20 coronas en 1933. La moneda de 5 coronas se acuñó en cuproníquel hasta 1928, cuando se cambió el metal a plata, para volver al cuproníquel en 1938. Las monedas de 10 y 20 coronas eran de plata.
| Denominación | Emisión   | Metal    | Diámetro (mm) | Peso (g) | Canto | Anverso                                                   | Reverso                                               |
| ------------ | --------- | -------- | ------------- | -------- | ----- | --------------------------------------------------------- | ----------------------------------------------------- |
| 2 Hellers    | 1923-1925 | Zn       | 17,30         | 2,10     |       | Escudo de armas REPUBLIKA ČESKOSLOVENSKÁ año de acuñación | 2 Puente de Carlos Río Vlatva                         |
| 5 Hellers    | 1923-1938 | Cu+Zn    | 16,20         | 1,70     |       | Escudo de armas REPUBLIKA ČESKOSLOVENSKÁ año de acuñación | 5 Puente de Carlos Río Vlatva                         |
| 10 Hellers   | 1922-1938 | Cu+Ni+Zn | 18,20         | 2,00     |       | Escudo de armas REPUBLIKA ČESKOSLOVENSKÁ año de acuñación | 10 Puente de Carlos Río Vlatva                        |
| 20 Hellers   | 1921-1938 | Cu+Ni    | 20,00         | 3,30     |       | Escudo de armas REPUBLIKA ČESKOSLOVENSKÁ año de acuñación | 20 Espigas de trigo Rama de chopo y Hoz               |
| 25 Hellers   | 1933      | Cu+Ni    | 21,00         | 4,00     |       | Escudo de armas REPUBLIKA ČESKOSLOVENSKÁ año de acuñación | 25                                                    |
| 50 Hellers   | 1921-1931 | Cu+Ni    | 22,30         | 5,00     |       | Escudo de armas REPUBLIKA ČESKOSLOVENSKÁ año de acuñación | 50 Espigas de trigo Ramas de chopo                    |
| 1 Corona     | 1922-1938 | Cu+Ni    | 25,00         | 6,70     |       | Escudo de armas REPUBLIKA ČESKOSLOVENSKÁ año de acuñación | 1 Campesina segando trigo con una hoz y pequeño chopo |
| 5 Coronas    | 1925-1938 | Cu+Ni Ag | 27,10         | 7,00     |       | Escudo de armas REPUBLIKA ČESKOSLOVENSKÁ año de acuñación | 5 Kč Fábrica                                          |
| 10 Coronas   | 1930-1933 | Ag       | 30,00         | 10,00    |       | Escudo de armas REPUBLIKA ČESKOSLOVENSKÁ año de acuñación | 10 Kč Slavia y chopo                                  |
| 20 Coronas   | 1933-1934 | Ag       | 34,10         | 12,00    |       | Escudo de armas REPUBLIKA ČESKOSLOVENSKÁ año de acuñación | 20 Kč Provincias personificadas                       |

#### Billetes
Los primeros billetes fueron emitidos por el Banco Austrohúngaro a los que se le fijaron sellos especiales. Las denominaciones eran de 10, 20, 50, 100 y 1.000 coronas. Las emisiones regulares se imprimieron entre 1919 y 1926 a cargo del Banco de la República de Checoslovaquia, en denominaciones de 1, 5, 10, 20, 50, 100, 500, 1.000 y 5.000 coronas. En 1926 el Banco Nacional de Checoslovaquia se hizo cargo de la emisión de moneda, imprimiendo billetes de 10, 20, 50, 100, 500 y 1.000 coronas. Esos nuevos diseños fueron encargados al pintor Alfons Mucha.

### Segunda corona, 1945-1953
En 1945, tras la II Guerra Mundial se volvió a introducir la corona checoslovaca que sustituyó al reichsmark. Debido a la guerra la moneda sufrió una devaluación muy grande.

#### Monedas
Entre 1946 y 1948, se acuñaron monedas de 20 y 50 h. y 1 y 2 coronas de bronce y de cuproníquel. Todos los diseños se basan en las emisiones anteriores a excepción de la moneda de 2 coronas, y además se redujo el tamaño de todas. En 1950 se sustituyó la moneda de 1 corona de cuproníquel por otra de aluminio, y en 1951 sucedió lo mismo con las monedas de 20 y 50 hellers. Se acuñaron monedas de 5 coronas, pero no llegaron a salir al mercado.
| Denominación | Emisión   | Metal | Diámetro (mm) | Peso (g) | Canto    | Anverso                                                   | Reverso                                               |
| ------------ | --------- | ----- | ------------- | -------- | -------- | --------------------------------------------------------- | ----------------------------------------------------- |
| 20 Hellers   | 1947-1950 | Cu+Zn | 18,00         | 2,00     | Liso     | Escudo de armas REPUBLIKA ČESKOSLOVENSKÁ año de acuñación | 10 Puente de Carlos Río Vlatva                        |
| 20 Hellers   | 1951-1952 | Al    | 16,10         | 0,50     | Liso     | Escudo de armas REPUBLIKA ČESKOSLOVENSKÁ año de acuñación | 20 Espigas de trigo Rama de chopo y Hoz               |
| 50 Hellers   | 1947-1950 | Cu+Zn | 20,00         | 3,10     | Liso     | Escudo de armas REPUBLIKA ČESKOSLOVENSKÁ año de acuñación | 50 Espigas de trigo Ramas de chopo                    |
| 50 Hellers   | 1951-1953 | Al    | 18,10         | 0,70     | Liso     | Escudo de armas REPUBLIKA ČESKOSLOVENSKÁ año de acuñación | 50 Espigas de trigo Ramas de chopo                    |
| 1 Corona     | 1946-1947 | Cu+Ni | 21,00         | 4,50     | Estriado | Escudo de armas REPUBLIKA ČESKOSLOVENSKÁ año de acuñación | 1 Campesina segando trigo con una hoz y pequeño chopo |
| 1 Corona     | 1950-1953 | Al    | 21,00         | 1,30     | Estriado | Escudo de armas REPUBLIKA ČESKOSLOVENSKÁ año de acuñación | 1 Campesina segando trigo con una hoz y pequeño chopo |
| 2 Coronas    | 1947-1948 | Cu+Ni | 23,50         | 6,00     | Estriado | Escudo de armas REPUBLIKA ČESKOSLOVENSKA año de acuñación | 2 Mujer con sombrero                                  |

#### Billetes
En 1945 se introdujeron cuatro tipos de billetes. Las primeras series de Bohemia y Moravia, y de Eslovaquia tenían sellos especiales adheridos. Sus denominaciones eran de 100, 500 y 1.000 coronas. La segunda serie, fechada en 1944, se imprimió en la Unión Soviética y sus denominaciones eran de 1, 5, 20, 100, 500 y 1.000 coronas. La tercera serie se componía de emisiones locales imprimidas por el gobierno en denominaciones de 1, 5, 10, 20, 50, 100, 500, 1.000 y 2.000 coronas. La cuarta serie las imprimió el Banco Nacional de Checoslovaquia en denominaciones de 1.000 y 5.000 coronas. En 1946 el Banco Nacional emitió billetes de 500 coronas, a la vez que el gobierno imprimió denominaciones que iban de las 5 a las 500 coronas. En ese mismo año el billete de 1 corona fue sustituido por una moneda.

### Tercera corona, 1953-1992
La tercera corona sufrió muchas reformas. La más drástica fue la acontecida en 1953. En ese año el Partido Comunista de Checoslovaquia tuvo que admitir que existía un doble mercado en el país: uno fijo que trataba de asegurar la disponibilidad de los productos de primera necesidad, y un sistema de libre mercado, en el que los productos podían costar hasta ocho veces más, pero con una calidad superior. El 1 de junio de 1953 se inició una reforma monetaria y se distribuyeron nuevos billetes impresos en la URSS. La reforma se preparó muy rápido y se mantuvo en secreto hasta el último minuto, sin embargo ciertos datos se filtraron causando miedo en la gente. La noche antes del cambio, el presidente Antonín Zápotocký intervino en la radio en la que denegó cualquier posibilidad de reforma y trató de tranquilizar a los ciudadanos. Al día siguiente se fijó una tasa para cambiar cantidades de más de 1.500 coronas de 5:1, y el resto de 50:1. Todos los fondos de pensiones, bonos del estado y demás seguros de inversión quedaron anulados. Esto provocó manifestaciones y quejas, como la acontecida en la ciudad de Plzeň en la que fueron detenidas más de 400 personas.
En 1993, de acuerdo con la disolución de la federación checoslovaca, la corona se dividió en dos monedas distintas: la corona checa y la corona eslovaca, esta última sustituida por el euro el 1 de enero de 2009, y la primera no antes de 2013.

#### Monedas
Tras la reforma monetaria de 1953 se introdujeron nuevas monedas. Las primeras acuñaciones consistían en denominaciones de 1, 3, 5, 10 y 25 hellers. Las denominaciones de 1, 3 y 5 coronas eran cupones impresos por el gobierno. Todas estas monedas se acuñaron en Leningrado. Entre 1957 y 1966 los cupones se sustituyeron por monedas metálicas. En 1963 se introdujo una moneda de 50 hellers, y en 1972 se retiró de la circulación las denominaciones de 25 hellers y 3 coronas, a la vez que se introducían nuevas denominaciones de 20 hellers y 2 coronas. En 1976 la moneda de 3 hellers se retiró de la circulación. Durante esta década de los años 70 se rediseñaron todas las denominaciones en hellers.
Hasta 1960 el nombre del país, Republika Československá, se acuñaba junto al escudo de armas. Desde 1961 en adelante se introduce un nuevo escudo de armas de estilo comunista, y se cambió el nombre oficial del país a Československá Socialistická Republika. Entre 1965 y 1966 se volvieron a introducir las denominaciones de 3 y 5 coronas, junto a una moneda de 20 hellers y otra de 2 coronas en 1972. En 1990 se añadió una moneda de 10 coronas.
| Denominación | Emisión   | Metal    | Diámetro (mm) | Peso (g) | Canto      | Anverso                                                                 | Reverso                                           |
| ------------ | --------- | -------- | ------------- | -------- | ---------- | ----------------------------------------------------------------------- | ------------------------------------------------- |
| 1 Heller     | 1953-1960 | Al       | 16,00         | 0,50     | Liso       | Escudo de armas REPUBLIKA ČESKOSLOVENSKÁ año de acuñación               | 1 Ramas de chopo Estrella de cinco puntas         |
| 1 Heller     | 1962-1986 | Al       | 16,00         | 0,50     | Liso       | Escudo de armas ČESKOSLOVENSKÁ SOCIALISTICKÁ REPUBLIKA año de acuñación | 1 Ramas de chopo Estrella de cinco puntas         |
| 3 Hellers    | 1953-1954 | Al       | 18,00         | 0,66     | Liso       | Escudo de armas REPUBLIKA ČESKOSLOVENSKÁ año de acuñación               | 3 Ramas de chopo Estrella de cinco puntas         |
| 3 Hellers    | 1963      | Al       | 18,00         | 0,66     | Liso       | Escudo de armas ČESKOSLOVENSKÁ SOCIALISTICKÁ REPUBLIKA año de acuñación | 3 Ramas de chopo Estrella de cinco puntas         |
| 5 Hellers    | 1953-1955 | Al       | 20,00         | 0,80     | Liso       | Escudo de armas REPUBLIKA ČESKOSLOVENSKÁ año de acuñación               | 5 Ramas de chopo Estrella de cinco puntas         |
| 5 Hellers    | 1962-1976 | Al       | 20,00         | 0,80     | Liso       | Escudo de armas ČESKOSLOVENSKÁ SOCIALISTICKÁ REPUBLIKA año de acuñación | 5 Ramas de chopo Estrella de cinco puntas         |
| 5 Hellers    | 1977-1990 | Al       | 16,20         | 0,75     | Liso       | Escudo de armas ČESKOSLOVENSKÁ SOCIALISTICKÁ REPUBLIKA año de acuñación | 5 h Estrella de cinco puntas                      |
| 10 Hellers   | 1953-1958 | Al       | 22,00         | 1,18     | Liso       | Escudo de armas REPUBLIKA ČESKOSLOVENSKÁ año de acuñación               | 10 Ramas de chopo Estrella de cinco puntas        |
| 10 Hellers   | 1961-1958 | Al       | 22,00         | 1,18     | Liso       | Escudo de armas ČESKOSLOVENSKÁ SOCIALISTICKÁ REPUBLIKA año de acuñación | 10 Ramas de chopo Estrella de cinco puntas        |
| 10 Hellers   | 1974-1990 | Al       | 18,20         | 0,90     | Liso       | Escudo de armas ČESKOSLOVENSKÁ SOCIALISTICKÁ REPUBLIKA año de acuñación | 10 h Estrella de cinco puntas                     |
| 20 Hellers   | 1972-1990 | Cu+Ni+Zn | 19,50         | 2,60     | Estriado   | Escudo de armas ČESKOSLOVENSKÁ SOCIALISTICKÁ REPUBLIKA año de acuñación | 20 h Estrella de cinco puntas                     |
| 25 Hellers   | 1953-1954 | Al       | 24,00         | 1,43     | Estriado   | Escudo de armas REPUBLIKA ČESKOSLOVENSKÁ año de acuñación               | 25 Ramas de chopo Estrella de cinco puntas        |
| 25 Hellers   | 1962-1964 | Al       | 24,00         | 1,43     | Estriado   | Escudo de armas ČESKOSLOVENSKÁ SOCIALISTICKÁ REPUBLIKA año de acuñación | 25 Ramas de chopo Estrella de cinco puntas        |
| 50 Hellers   | 1963-1971 | Cu+Zn    | 21,50         | 3,00     | Estriado   | Escudo de armas ČESKOSLOVENSKÁ SOCIALISTICKÁ REPUBLIKA año de acuñación | 25 Ramas de chopo Estrella de cinco puntas        |
| 50 Hellers   | 1978-1990 | Cu+Ni    | 20,80         | 3,20     | Estriado   | Escudo de armas ČESKOSLOVENSKÁ SOCIALISTICKÁ REPUBLIKA año de acuñación | 50 h Estrella de cinco puntas                     |
| 1 Corona     | 1957-1960 | Cu+Al+Mn | 23,00         | 4,00     | Estriado   | Escudo de armas REPUBLIKA ČESKOSLOVENSKÁ año de acuñación               | 1 Campesina plantando un chopo y trigo en la mano |
| 1 Corona     | 1961-1993 | Cu+Al+Mn | 23,00         | 4,00     | Estriado   | Escudo de armas ČESKOSLOVENSKÁ SOCIALISTICKÁ REPUBLIKA año de acuñación | 1 Campesina plantando un chopo y trigo en la mano |
| 2 Coronas    | 1972-1990 | Cu+Ni    | 24,00         | 6,00     | Liso ∗ ∗ ∗ | Escudo de armas ČESKOSLOVENSKÁ SOCIALISTICKÁ REPUBLIKA año de acuñación | 2 KČS Martillo, flor y estrella de cinco puntas   |
| 3 Coronas    | 1965-1969 | Cu+Ni    | 23,50         | 5,50     | Liso       | Escudo de armas ČESKOSLOVENSKÁ SOCIALISTICKÁ REPUBLIKA año de acuñación | 3 KČS Martillo, flor y estrella de cinco puntas   |
| 5 Coronas    | 1966-1990 | Cu+Ni    | 26,00         | 7,00     | Liso ~ ~ ~ | Escudo de armas ČESKOSLOVENSKÁ SOCIALISTICKÁ REPUBLIKA año de acuñación | 5 KČS Grúas                                       |

En 1989, tras la Revolución de terciopelo el Partido Comunista checoslovaco abandonó el poder y se instauró un régimen multipartidista en el que el Parlamento decidió una secesión pacífica del país dando lugar a la independencia de la República Checa y Eslovaquia. Durante este período hasta 1993, se acuñó un escudo de armas nuevo y la estrella de cinco puntas se eliminó de las monedas.
| Denominación | Emisión   | Metal | Diámetro (mm) | Peso (g) | Canto      | Anverso                                          | Reverso                                           |  |
| ------------ | --------- | ----- | ------------- | -------- | ---------- | ------------------------------------------------ | ------------------------------------------------- |  |
| 5 Hellers    | 1991-1992 | Al    | 16,20         | 0,75     | Liso       | Escudo de armas ČSFR año de acuñación            | 5 h                                               |  |
| 10 Hellers   | 1991-1992 | Al    | 18,20         | 0,90     | Liso       | Escudo de armas ČSFR año de acuñación            | 10 h                                              |  |
| 20 Hellers   | 1991-1992 | Cu+Al | 19,50         | 2,60     | Estriado   | Escudo de armas ČSFR año de acuñación            | 20 h                                              |  |
| 50 Hellers   | 1991-1992 | Cu+Ni | 20,80         | 3,20     | Estriado   | Escudo de armas ČSFR año de acuñación            | 50 h                                              |  |
| 1 Corona     | 1991-1992 | Cu+Al | 23,00         | 4,00     | Estriado   | Escudo de armas ČSFR año de acuñación            | 1 Campesina plantando un chopo y trigo en la mano |  |
| 2 Coronas    | 1991-1992 | Cu+Ni | 24,00         | 6,00     | Liso ∗ ∗ ∗ | Escudo de armas ČSFR año de acuñación            | 2 KČS Flor                                        |  |
| 5 Coronas    | 1991-1992 | Cu+Ni | 26,00         | 7,00     | Liso ~ ~ ~ | Escudo de armas ČSFR año de acuñación            | 5 KČS Grúas                                       |  |
| 5 Coronas    | 1991-1992 | Cu+Al | 24,50         | 8,00     |            | Milan Rastislav Štefánik M.R. ŠTEFÁNIK 1880-1919 | 10 KČS Escudo de armas ČSFR año de acuñación      |  |

#### Billetes
Los primeros billetes fueron emitidos por la República Socialista en denominaciones de 1, 3 y 5 coronas (cupones), y por en Banco Nacional en denominaciones de 10, 25, 50 y 100 coronas. Desde 1958 se añadieron series con nuevos diseños en denominaciones de 10, 25, 50 y 100 coronas, mientras que los cupones emitidos por el gobierno fueron absorbidos gradualmente durante la década de los 60. En 1970 se emitió un nuevo billete de 20 coronas para sustituir al de 25 coronas. En 1973 aparecieron los billetes de 500 coronas, y a partir de 1985, se añadió una nueva serie con nuevos diseños a cargo de Albín Brunovský. Cada año se iba introduciendo una nueva denominación, pero este proceso se vio interrumpido tras la caída del Comunismo y finalmente con la disolución del país. El nuevo billete de 100 coronas emitido en 1989 retrataba al secretario general del Partido Comunista checoslovaco Klement Gottwald, tuvo que ser retirado de la circulación tras la Revolución de terciopelo, y el billete de 500 coronas nunca llegó a salir al mercado.